# پنالتی (فیلم)
پنالتی، فیلمی است از انسیه شاه حسینی، در مورد آوارگان جنگ ایران و عراق که برای اولین بار در بیست و هفتمین جشنواره بین‌المللی فیلم فجر به نمایش در آمد.
در این فیلم، گروهی از جنگ زدگان آبادانی که با گذشت سالهایی از پایان جنگ در یک پالایشگاه متروکه زندگی می‌کنند سوژه فیلم قرار می‌گیرند. داستان فیلم به فوتبال ارتباط می‌یابد.
فیلم دارای نگاه انتقادی، سیاسی و اجتماعی معناداری می‌باشد.

## بازیگران
- قاسم زارع
- رضا نوری
- صادق هاتفی
- محمد جمال‌پور
- محمد عفراوی
- رسول بهارانگیز
- سید مجتبی تقوی
- ابراهیم قاسم پور
- محمد رنجبر